# Ponchon
Ponchon é uma comuna francesa na região administrativa de Altos da França, no departamento de Oise. Estende-se por uma área de 9,73 km². Em 2010 a comuna tinha 1 135 habitantes (densidade: 116,6 hab./km²).